# ZB-26
En 1924, l'ingénieur Vaclav Holek crée le LK 24. Modernisé, ce FM devient le  Lehký kulomet ZB vz. 26 (pour fusil mitrailleur ZB modèle 1926) réglementaire dans l'armée tchécoslovaque jusqu'à l'invasion du pays par le Troisième Reich en 1938. L'arme est perfectionnée en 1930 pour devenir le ZB vz. 30 (en). Robuste et efficace il se vend bien. Malgré l'apparition de cette version améliorée, le FM Mle 26 ne disparut pas des chaines de fabrication de la Zbrojovka Brno de Brno, et durant la Seconde Guerre mondiale il est construit des ZB26 pour le compte de la Wehrmacht. Ces armes sont référencées comme MG 26 (t) soit "fusil-mitrailleur" (MG = MaschinenGewehr = "fusil-mitrailleur" : exactement leMG 26 = leichtes Maschinengeweh = "fusil-mitrailleur léger" modèle 1926) de nationalité tchécoslovaque. De même le ZB-30 est rebaptisé MG 30 (t) ou MG 30 (j) s'il s'agit d'un modèle yougoslave pris sur l'ennemi.

## Caractéristiques
C'est un fusil mitrailleur à canon changeable rapidement grâce à une poignée en bois servant également au transport de l'arme en dehors des périodes de combats. La crosse munie d'une épaulière métallique  et la poignée-pistolet sont également en bois. 

### Variantes

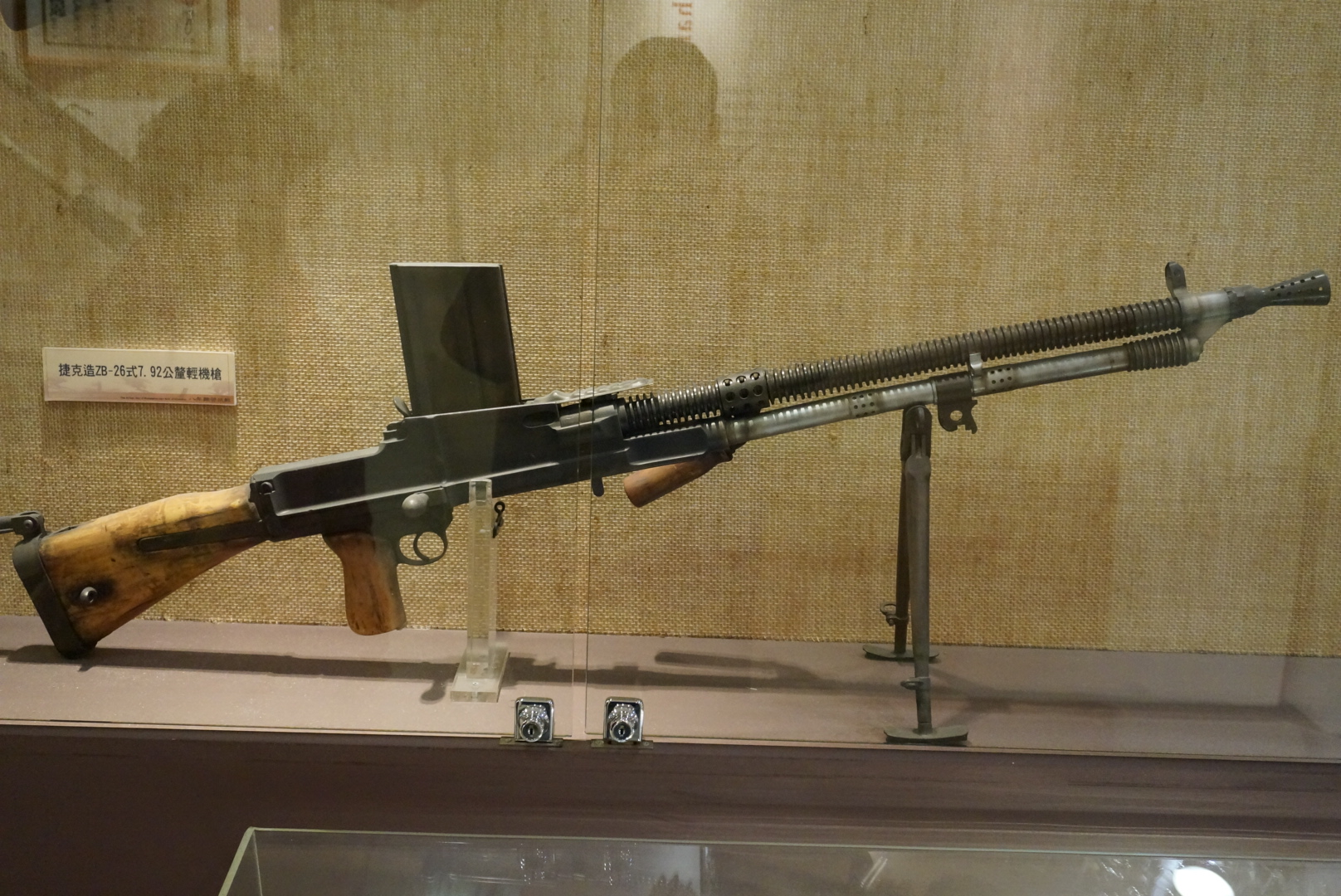
Le FM Type 26 : la copie chinoise du ZB 26

Le ZB-30 et le ZB-30J furent des versions évoluées du ZB-26.
Les différences entre le ZB-26 et le ZB-30 sont minimes. En revanche, le ZB-30 a quelques différences de conception, qui le rapprochent du ZGB-39 ou BREN.
| Modèle                     | ZB vz.26 | ZB vz.30 | ZB vz.30J |
| -------------------------- | -------- | -------- | --------- |
| Calibre (mm)               | 7,92     | 7,92     | 7,92      |
| Longueur (mm)              | 1 165    | 1 180    | 1 204     |
| Poids (kg)                 | 8,84     | 9,10     | 9,58      |
| Capacité (coups)           | 20       | 20       | 20        |
| Cadence de tir (coups/min) | 600      | 550-650  | 500-600   |
| Vélocité (m/s)             | 750      | 750      | 750       |

## Utilisations
En plus de la Tchécoslovaquie, les ZB-26 et/ou ZB-30 a été largement utilisé en Europe les nations suivantes : Albanie, Allemagne, Espagne, France, Lituanie, Suède, URSS et Yougoslavie. En Asie, le FM arma l'Arabie saoudite, la Turquie, l'Iran, le Japon, la Chine (KMT) et le Viet Cong. En Afrique, ils connurent le feu aux mains de combattants algériens (ALN) et éthiopiens. Ils furent même exportés au Pérou.
Dans les cas turcs, lituaniens et suédois, il s'agit de ventes directs approuvées par le gouvernement de Prague. Dans le cas chinois, roumains et yougoslaves, il s'agit d'une production sous licence. L'Allemagne a utilisé des armes d'origine tchécoslovaque et yougoslave. Dans les cas allemand, russe, japonais et français, il s'agit d'armes capturés sur l'ennemi lors des 2e GM et d'Indochine.

## Licences, copies, et variantes étrangères
Les arsenaux chinois ont produit les Types 26 et 30 en 7,9 mm Mauser   de 1937 jusqu'en 1956.  Ainsi, l'Arsenal de Taiyuan, fabriqua des Type 26 en calibre 6,5 mm Type 38 de 1938 à 1945 pour le compte de l'occupant japonais.  Enfin, à partir  1957, le Type  26 est modifié pour tirer la 7,62 mm M 43 et utiliser les chargeurs du Fusil Type 56 en service dans l'Armée chinoise.
En Espagne, la fabrique d'Armes d'Oviedo a produit le Fusil ametrallador Oviedo pour le compte du gouvernement franquiste et l'a modifié ensuite pour tirer la 7,62 OTAN. Ce dernier, le FAO 59, était alimenté par bandes et fut rapidement remplacé par la MG42/59 plus performante. 
Les arsenaux roumains et iraniens ont choisi de fabriquer la version ZB-30 en calibre 7,92 mm Mauser. L'Iran continuera la production de ses ZB-30 en .30-06 US après 1955. Le modèle yougoslave rebaptisé ZB-30 J (initiale de yougoslave en tchèque) produit comprend un canon protégé par un manchon quadrillé jusqu'à mi-longueur et un levier d'armement rabattable. Ce modèle a été produit à Brno et à Kragujevac (Zastava) sous licence par Zastava. Le Kg M/39 (FM mle 1939) acheté par la Suède tire la 6,5 mm Mauser.